# Зоогеографія
Зоогеогра́фія (від грец. zoon — тварина і географія) — наука, розділ біогеографії, що вивчає закони географічного розповсюдження тварин і їх співтовариств на земній кулі як в сучасний час, так і в минулому; сучасні і історичні фактори і закономірності, що визначають це розповсюдження, а також географічне розповсюдження екологічних угруповань. Один з основних методів зоогеографії — картографування. У числі відомих зоогеографів — С. І. Медведєв, І. К. Лопатін.

## Розділи
Предмет і завдання зоогеографії.
Основні розділи та сучасні напрямки зоогеографії.
- ареалогічна зоогеографія — вивчає області розповсюдження видів, родів та інших таксонів тварин;
- історико-фауністична зоогеографія — вивчає фауну, її історію у зв'язку з геологічним минулим;
- регіональна зоогеографія (фауністика) — займається фаунами конкретних регіонів і районуванням земної кулі на фауністичні регіони різного рангу (царства, області, підобласті і тому подібне);
- екологічна зоогеографія — розглядає розповсюдження тварин в залежності від умов їх існування (абіотичних, біотичних, антропогенних);
- зооценологія — вивчає зооценози, їх структуру, якісні і кількісні взаємовідносини тварин, що входять до їх складу.

Виникнення та розвиток зоогеографії як самостійної науки
Основоположники зоогеографії в Україні.
Зв'язок зоогеографії з іншими науками (біологічними і географічними).
Поняття про фауну. Умови існування тварин і їх географічне розповсюдження. Середовище та розповсюдження тварин. Єдність організму і середовища. Елементи середовища та географічне розповсюдження тварин. Екологічна валентність. Біологічні типи тварин і їх взаємозв'язок з ландшафтом. Оптимум і песимум. Чисельність виду. Правило кількості видів і кількості особин, правила географічного ізоморфізму.
Умови існування тварин в морях і прісних водах. Склад і походження фауни моря та прісних вод. Найголовніші фізичні властивості моря та прісних вод як середовища життя. Хімізм води. Пелагіаль, літораль (шельфова зона) та абісаль. Особливості складу та розповсюдження їх фауни.
Найголовніші фізичні і біологічні особливості внутрішньоматерикових водойм як середовища життя.
Фауна стоячих водойм, текучої води, солоних і тимчасових водойм. Головні риси розповсюдження тварин у внутрішньоматерикових водоймах. Зональність, зв'язок з річковими і морськими басейнами.
Умови існування тварин на суші. Загальні принципи походження та складу наземної фауни. Найголовніші біотичні та абіотичні фактори, що визначають розповсюдження наземної фауни.
Найголовніші ландшафти суші, особливості їх фауни та її розповсюдження. Ліс. Степ. Пустелі. Полярні області. Гори. Прирічкові та болотисті місцевості. Морські узбережжя.
Розселення тварин. Передумови та стимули до розселення. Перепони та перешкоди в розселенні тварин. Активне і пасивне розселення. Особливості розселення морської, прісноводної, та наземної фауни.
Явище прискорення і біоценотичні перешкоди. Міжвидові відносини та витіснення. Вікаріант і його форми, швидкість і темпи розселення. Людина і розселення тварин. Зміна ландшафтів і фауни людиною. Фауна культурного ландшафту. Місце виникнення і розселення тварин. Шляхи розселення тварин, видів, груп. Автохтони і іммігранти.
Перешкоди в розселенні тварин. Роль людини в зміні перешкод. Міграційні шляхи (історичний та сучасний аспекти). Зоогеографічні елементи фауни і фауністичні комплекси. Елементи фауни України. Історична зміна фауни. Деякі основні вогнища розвитку фаун на суші та на морі.

## Вчення проареал
Визначення поняття про ареал. Ареал, як основний фактичний матеріал зоогеографії. Розповсюдження видів в середині ареалу. Зміни ареалу в часі (збільшення, скорочення, переміщення, зміна форми).
Величина ареалу виду та причини що її визначають (вагільність, екологічні властивості видів). Груповий ареал і його величина. Геологічний вік групи і ареалу (теорія Вілліса). Ендемізм, палеоендемізм та неоендемізм.
Форми ареалу та причини, що її визначають. Ареали суцільні та розірвані (дизюнктивні). Типи суцільних ареалів. Ареал і ландшафт. Зональні та кругові ареали. Ареали, що збільшуються і ареали, що скорочуються.
Межа ареалу і типи меж (ландшафтні, кліматичні, біоценотичні та інші). Направлені зміни межі і коливання ареалів (пульсація). Діяльність людини і її вплив на межу та величину ареалів. Потенційний ареал і акліматизація.
Релікти і типи реліктів. Особливості збереження і умови збереження реліктових форм і груп тварин. Реліктові комплекси внутрішньоматерикових водойм (оз.Байкал, Каспійське море та інші). Антропокультурні релікти.
Розірвані ареали та їх походження. Поняття про розірваний ареал. Вихідна форма розірваного ареалу та причини утворення розривів. Типи розірваних ареалів.
Розірвані ареали на одному материку. Комплекс льодовикових розривів. Реліктова частина ареалу. Місцеві тектонічні розриви.
Океанічні розриви і їх типи. Походження океанічних розривів (теорія континентальних сполучень, теорія Вегенера, теорія відтіснення та інші). Деякі випадки розірваних ареалів у воді. Амфібореальні та біполярні ареали. Антропокультурні розірвані ареали.
Острівна та печерна фауни. Острови океанічні та материкові. Особливості їх фауни та шляхи розвитку. Залежність складу фауни островів від кліматичних і біоценотичних причин. Релікти, палео- і неоендеміки на островах.
Умови існування і особливості печерної фауни та фауни високогір'я. Розповсюдження печерної та високгірської фауни. Ендемізм і релікти печер та високогір'я.

## Зоогеографічне районування
Загальні принципи та завдання зоогеографічного районування.

## Зоогеографічні області
світового океау та коротка характеристика їх фауни. Межі, екологічна характеристика та тваринний світ Арктичної, Борео-Пацифічної, Борео-Атлантичної, Індо-Пацифічної, Тропіко-Атлантичної та Арктичної областей. Особливості фауни головніших морей.

## Зоогеографічні області суші та коротка характеристика їх фауни
Нотогея. Неогея. Палеогея. Арктогея. Поділ царств (суш) на області, підобласті та особливості їх фауни.

## Зоогеографічна характеристика фауни України
Розподіл фауни України по ландшафтно-географічних зонах. Історія фауни України в зв'язку з четвертинними кліматичними змінами. Характеристика Чорного та Азовського морів. Сучасні напрямки розвитку фауни України.